# The Dishonored Medal
The Dishonored Medal er en amerikansk stumfilm fra 1914 af Christy Cabanne.

## Medvirkende
- Miriam Cooper som Zora.
- George Gebhardt som Dubois.
- Raoul Walsh.
- Frank Bennett som Bel Khan.
- Mabel Van Buren som Anitra.